# Matilda de Holstein
Matilda de Holstein sau Mechthild (1220 sau 1225 – 1288) a fost regină consort, soția regelui Abel al Danemarcei. Mai târziu s-a căsătorit cu Birger Jarl, regent al Suediei.

## Biografie
Matilda a fost fiica Contelui Adolf IV de Holstein și a Heilwig de Lippe. La 25 aprilie 1237 s-a căsătorit cu Abel al Danemarcei la Schleswig. Căsătoria a fost aranjată pentru a forma o alianță între Holstein și Sønderjylland. În 1239, Abel a devenit tutorul fraților ei minori.
Când Abel a devenit rege în 1250, Matilda a fost încoronată împreună cu el la Roskilde, la 1 noiembrie 1250. Când Abel a murit în 1252, el a fost succedat de fratele său și nu de fiul său Valdemar, care la acea vreme era închis la Koln. Matilda a fost obligată să părăsească Danemarca și a intrat la mănăstire. A reușit să-și elibereze fiul din captivitate și a luptat pentru moștenirea copiilor ei a  ducatului de Schleswig. În 1253, ea a asigurat ducatul de Sønderjylland pentru fiul ei Valdemar.
În 1260, fiul ei Valdemar moare iar ea asigură moștenirea ducatului pentru următorul fiu, Eric. În același an, ea a amanetat zonele Eider și Schlei din sudul Danemarcei fraților ei. A făcut un pact cu Jacob Erlandsen, arhiepiscop de Lund, apoi a rupt promisiunile mănăstirești prin căsătoria cu regentul suedez Birger Jarl în 1261. După moartea lui Birger Jarl în 1266,  Matilda s-a mutat la Kiel.
În 1288, cu puțin timp înainte să moară, ea a dat teritoriile Eider și Schlei fraților ei. A fost nepopulară în Danemarca, unde a fost supranumită "fiica Diavolului" și acuzată de distrugerea scrisorilor dintre Papă și împărat către regele Valdemar al II-lea.

### Copii
Regina Matilda a avut cu primul ei soț trei fii și o fiică:
- Valdemar III (1238–1257); Duce de Schleswig în perioada 1254–1257
- Sofia (n. 1240, data decesului necunoscută)
- Eric I (c. 1241 – 27 mai 1272); Duce de Schleswig în perioada 1260–1272
- Abel (1252–1279)